# سیارک ۸۹۹۰۹
سیارک ۸۹۹۰۹ (به انگلیسی: 89909 Linie، نامگذاری:2002ET2) هشتاد و نه هزار و نهصد و نهمین سیارک کشف شده‌است که در ۸ مارس ۲۰۰۲ کشف شد.